# Chikkuda, Channagiri
Chikkuda là một làng thuộc tehsil Channagiri, huyện Davanagere, bang Karnataka, Ấn Độ.